# Галичина (хор)

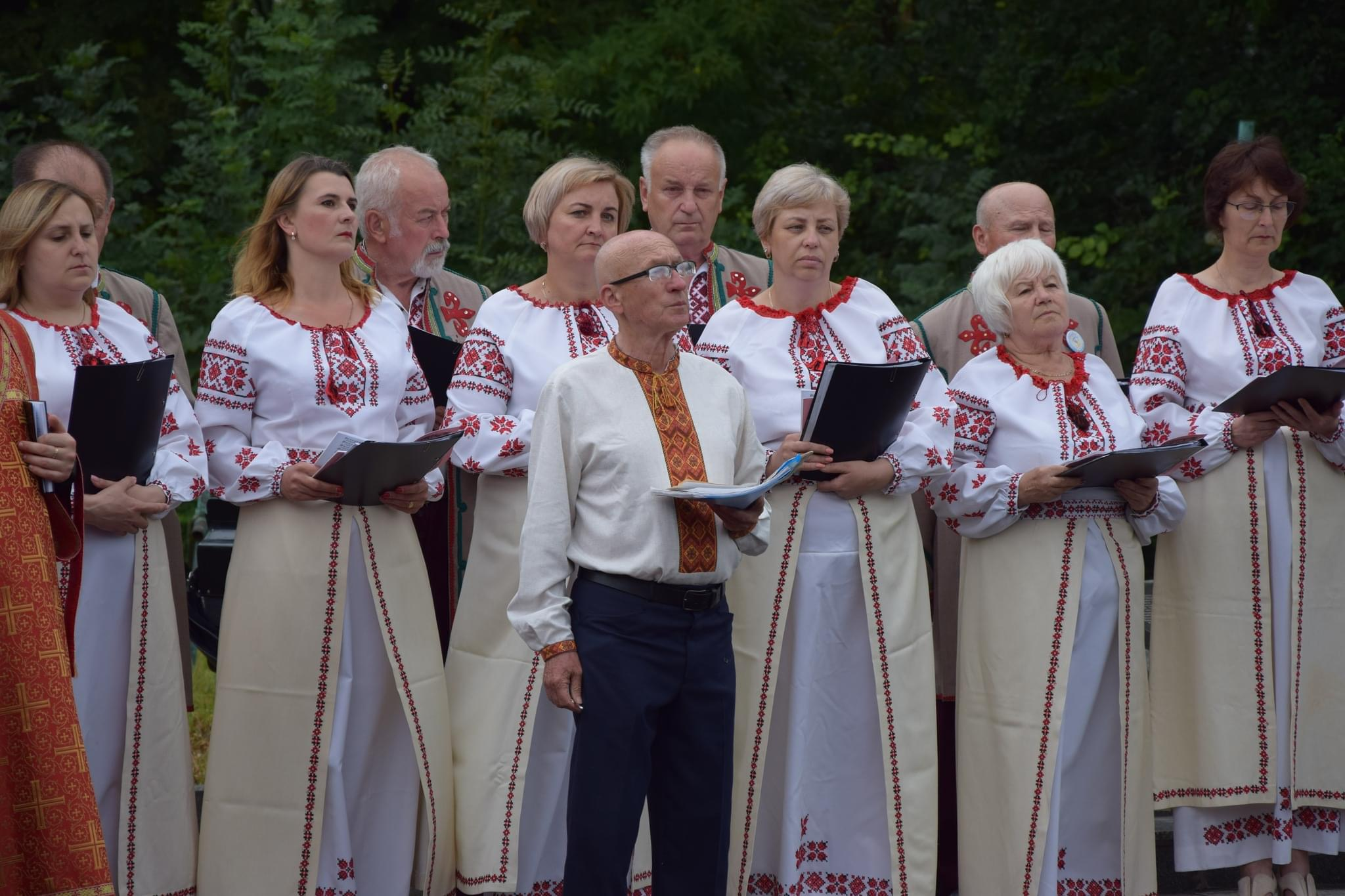
Мітинг-реквієм в Умані 2023

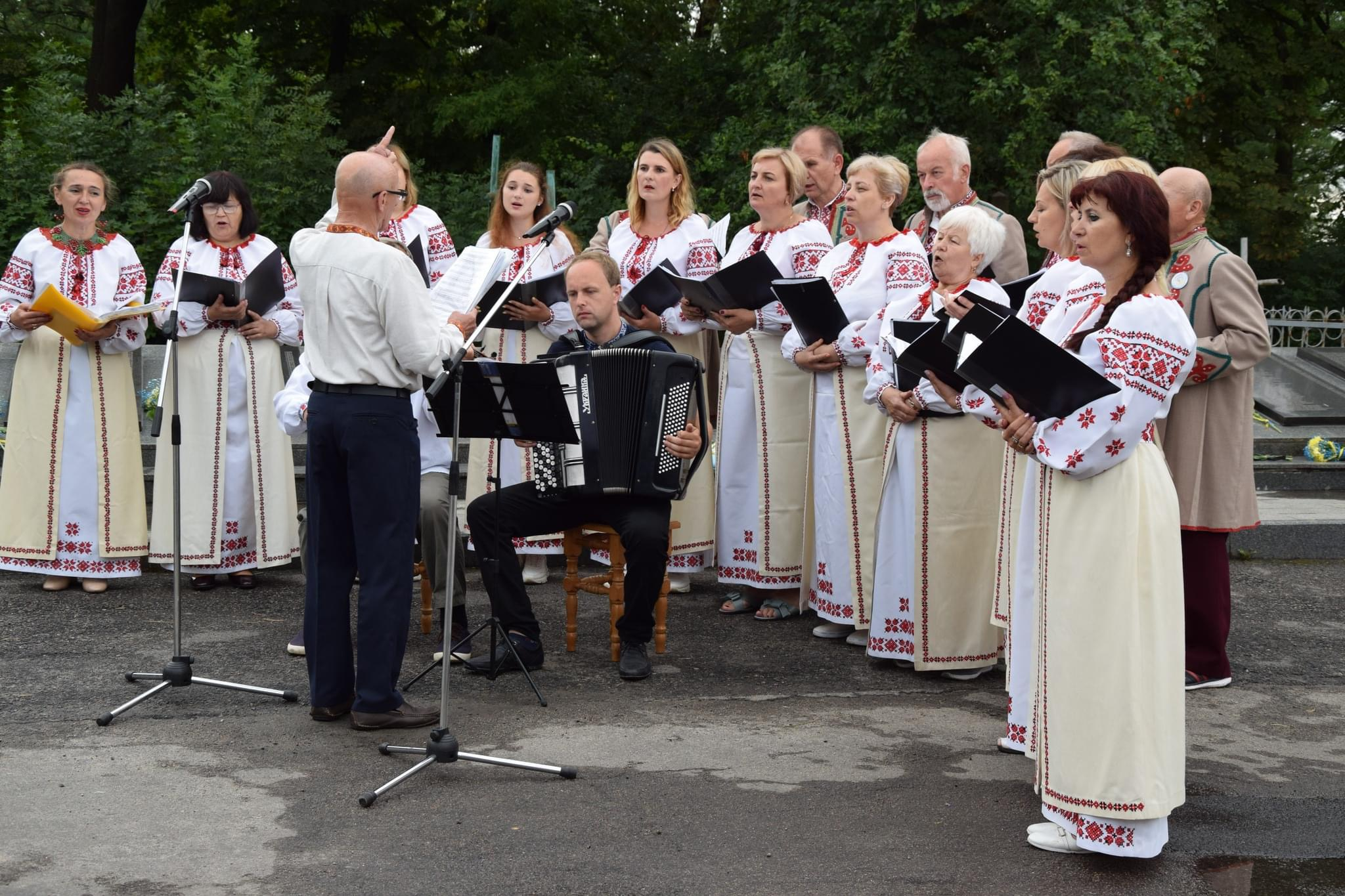
Мітинг-реквієм в Умані 2023

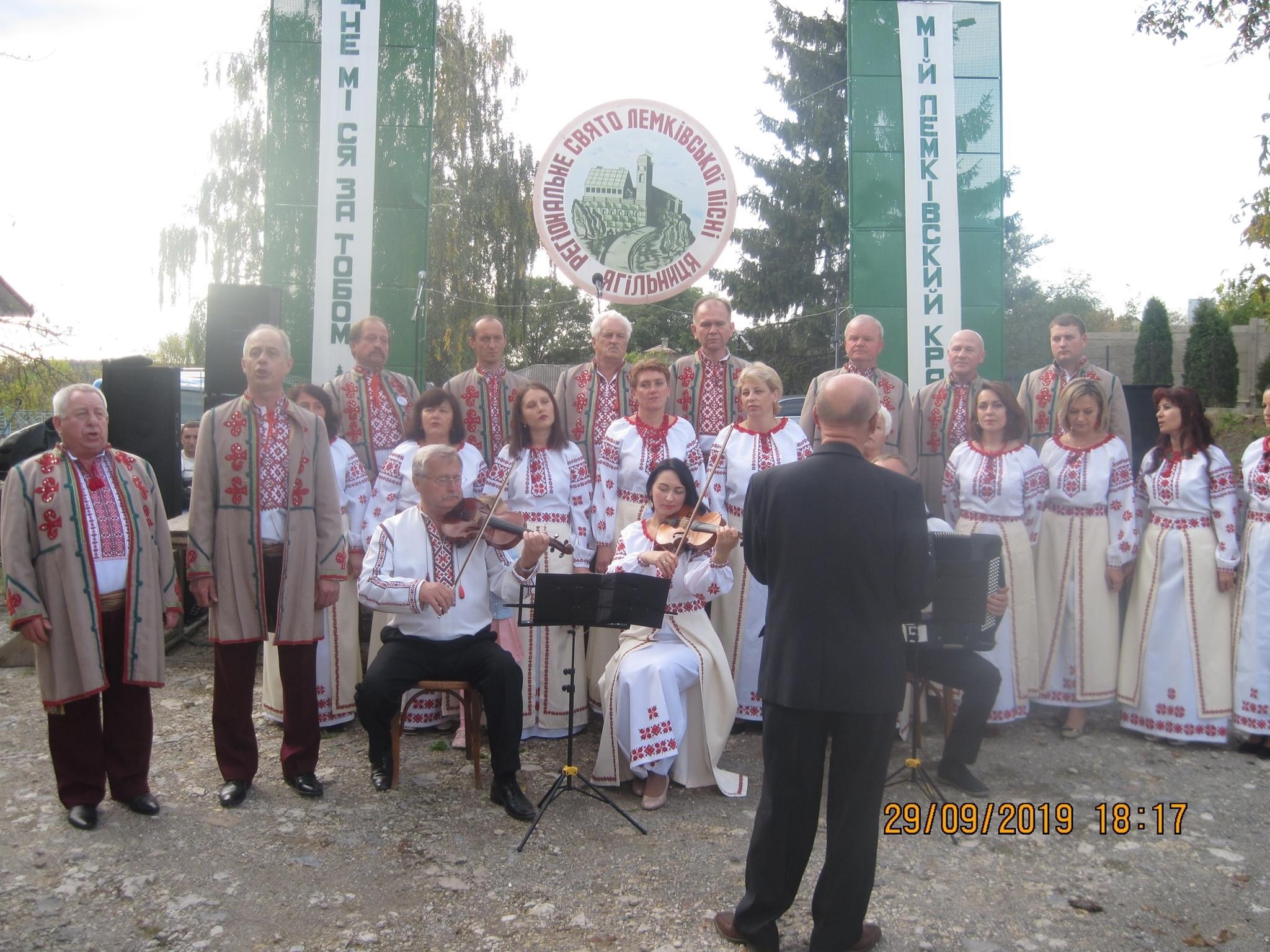
Лемківський фестиваль у Ягільниці 29.09.2019

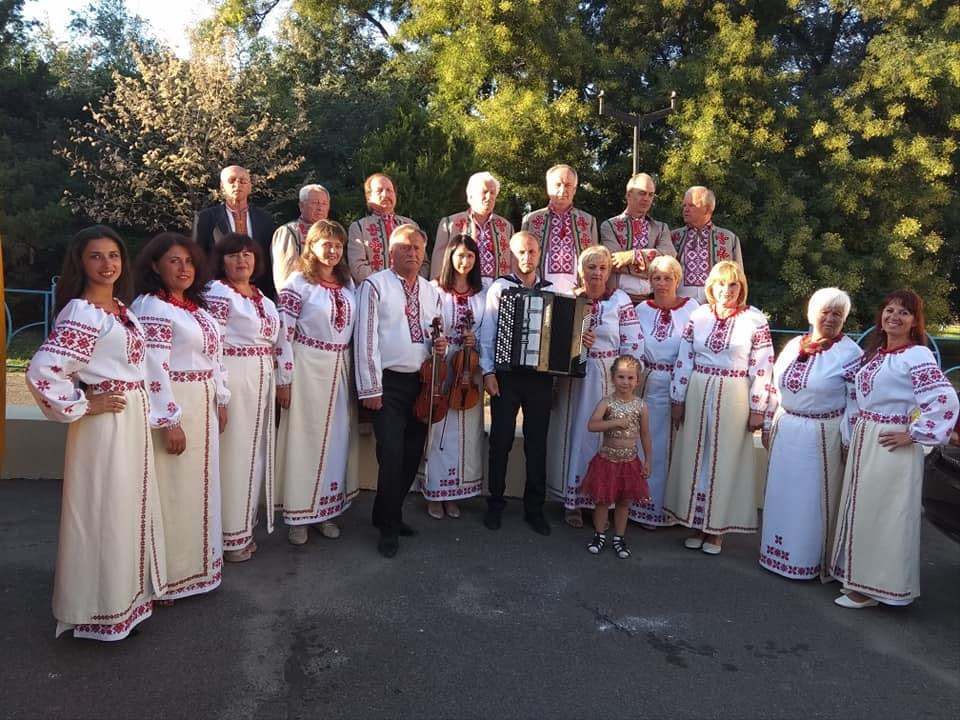

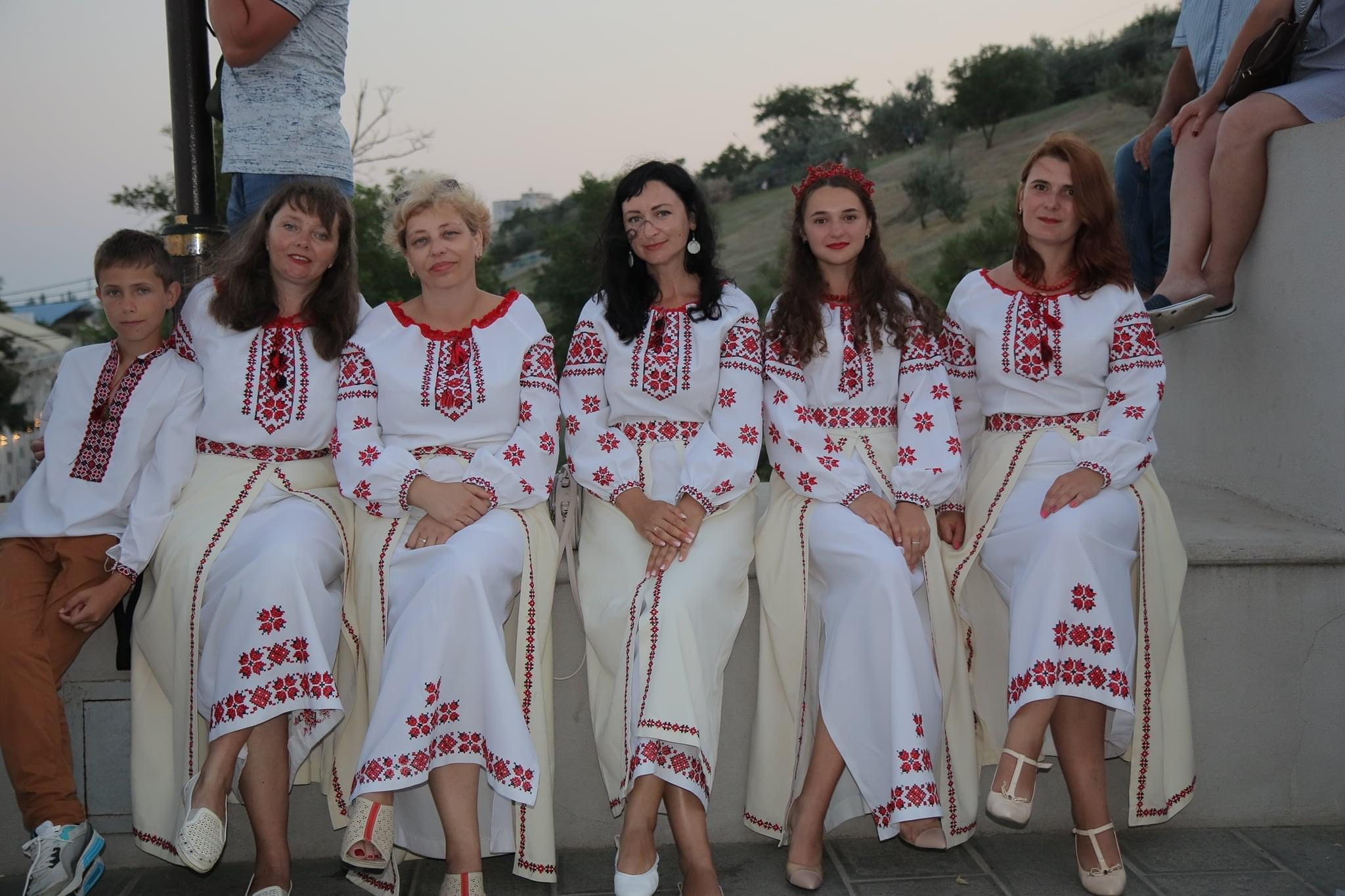

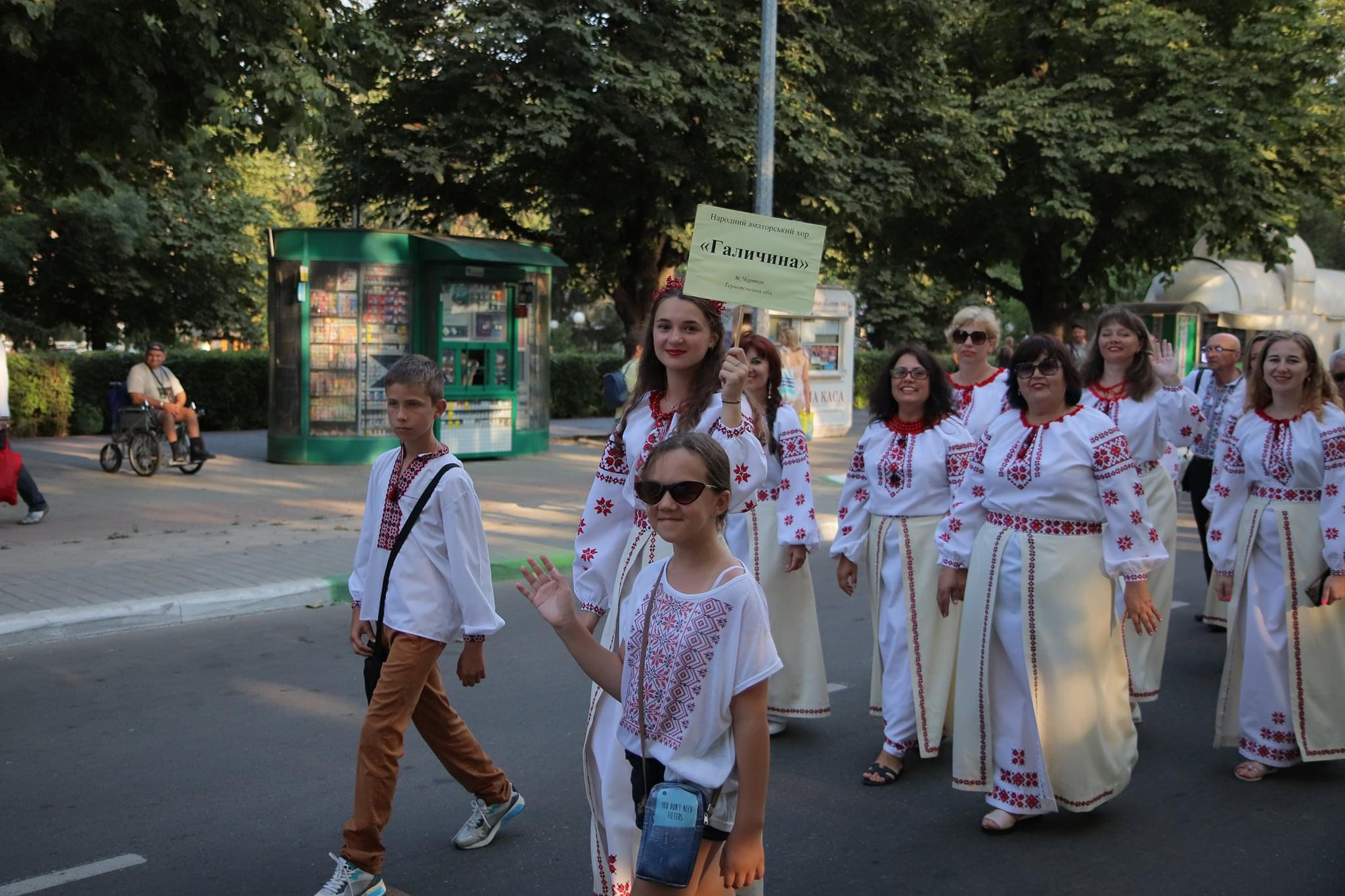

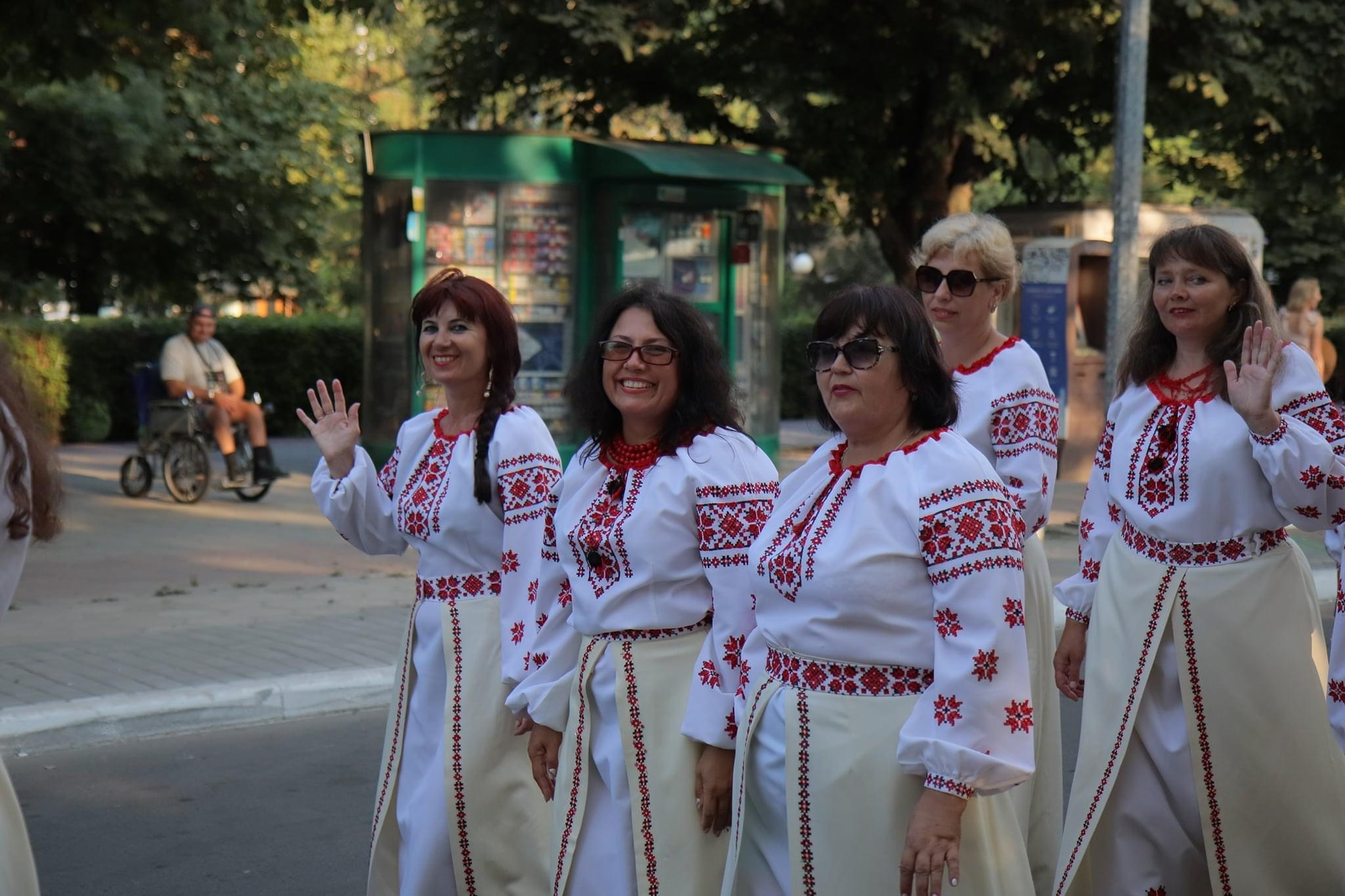
Фестиваль "Серпневий заспів 2021" у Чорноморську

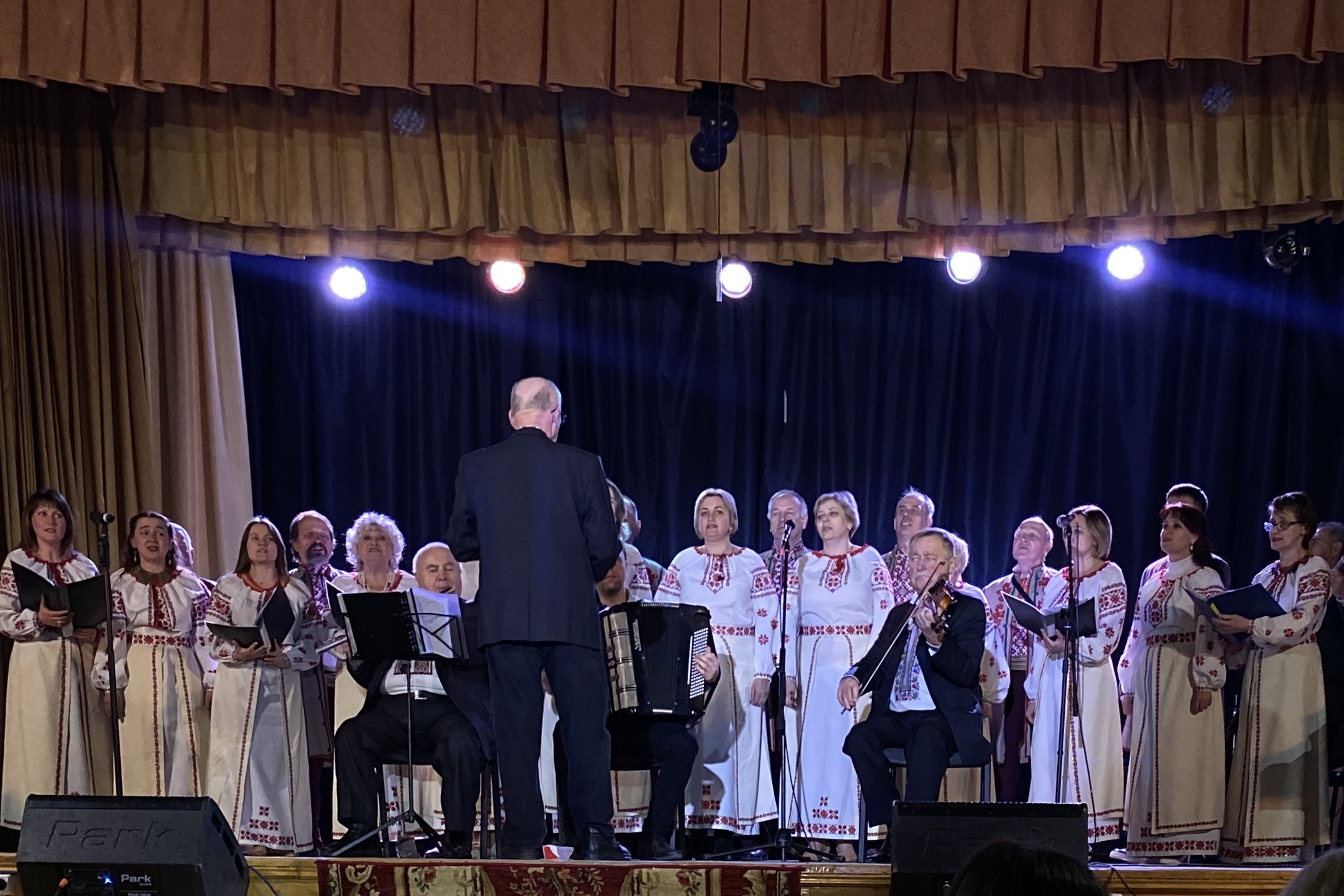

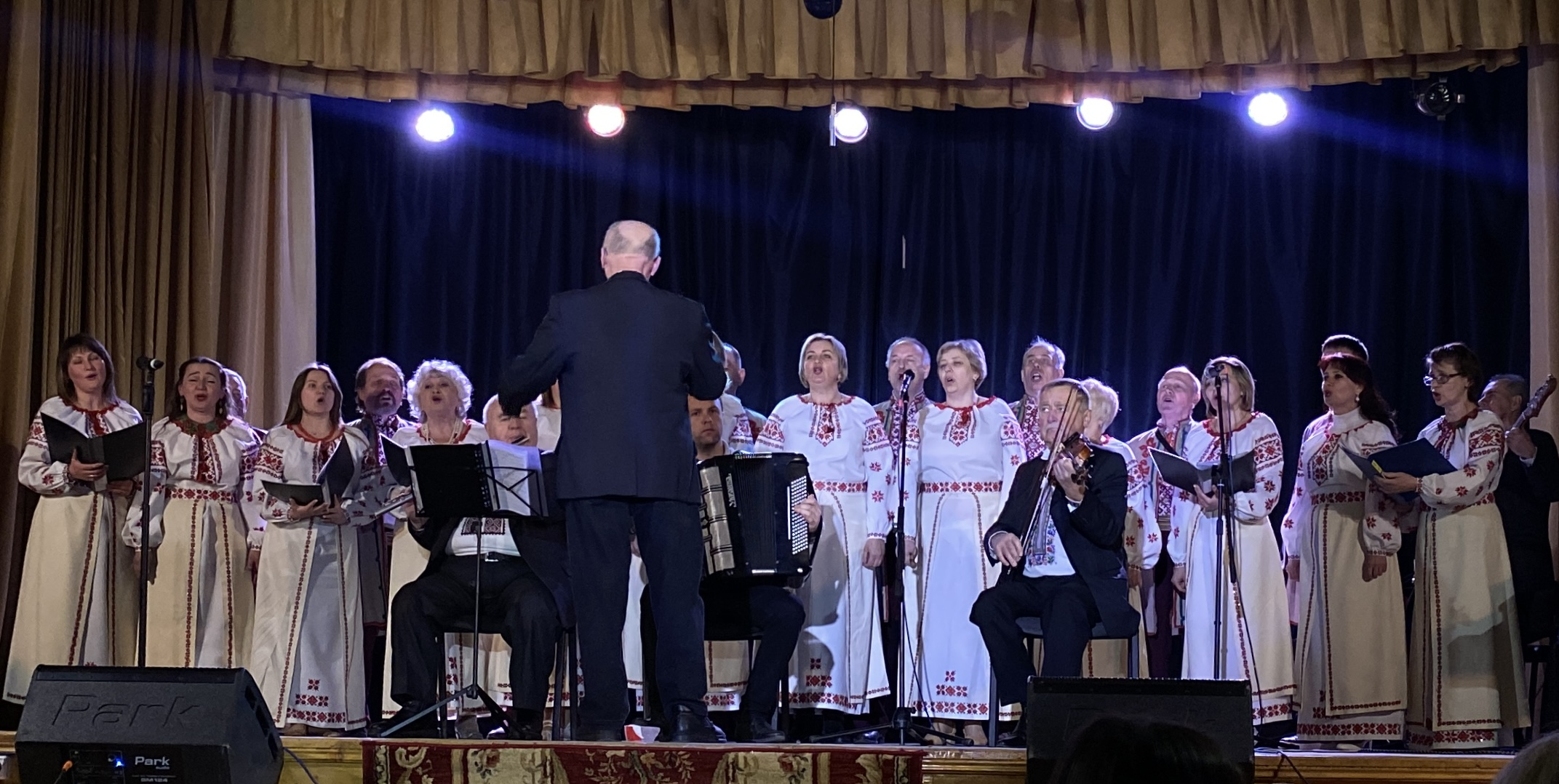
25.01.2024 Хор на сцені ЦКП ім.К Рубчакової, благодійний концерт на підтримку ЗСУ

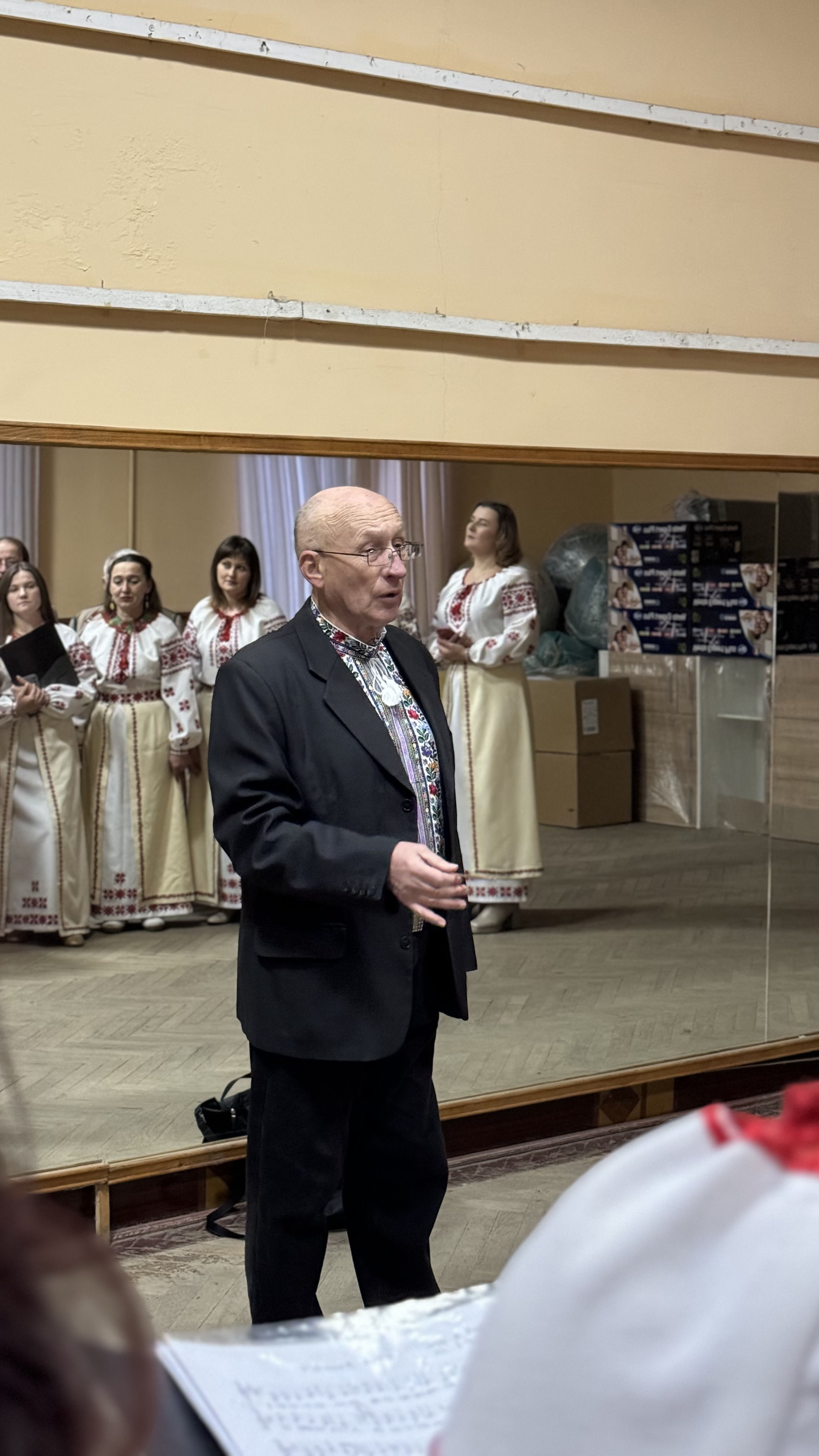
Іван Володимирович Кікис, хормейстер хору

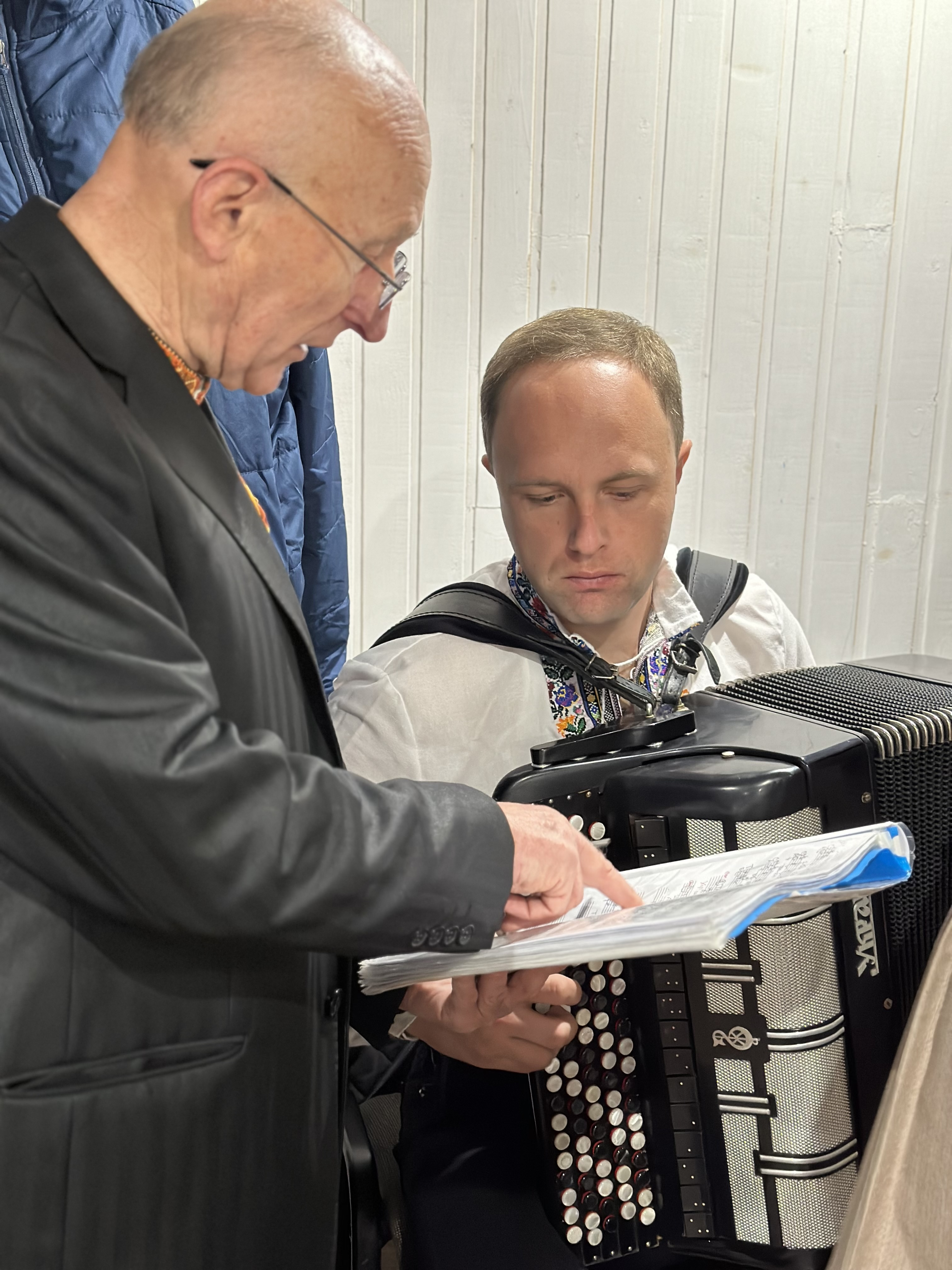
(Робочі моменти) І.В.Кікис(хормейстер) та С.Голубович(концертмейстер) перед ювілейним концертом 08.11.2023

Народний аматорський хор «Галичина» — хор медичних працівників Чортківської центральної міської лікарні.

## Відомості
Хор засновано в 1959 році.
В 1983 році отримав почесне звання «Народний», а в 1991 році хор здійснив важливу політичну-організаційну місію — перед референдумом щодо Незалежності України провів ряд концертів у східних і південних областях України.
В 2000 році — учасник творчого звіту майстрів мистецтв Тернопільської області в м. Києві, 2002 — фестивалю мистецтв у Мінську, а в 2016 — колектив взяв участь у І-му Всеукраїнському фестивалі ім. Івана Сльоти «А льон цвіте» у м. Житомирі.

## Відзнаки
- лауреат і дипломант республіканських фестивалів;
- диплом переможця в номінації «Кращий аматорський колектив» (2000, Київ);
- Гран-прі на ІІІ-му Всеукраїнському фестивалі народного хоровогу співу ім. П. Демуцького (2001);
- лауреат І ступеня Всеукраїнського фестивалю художніх колективів профспілок (2001);
- Гран-прі Всеукраїнського фестивалю козацької пісні «Байда» (2005—2006, Тернопіль);
- Гран-прі на 7-му фестивалі «Ліра Гіппократа» (2012);
- лауреат І-го ступеня фестивалю конкурсу ім.П.Демуцького (2015—2016);
- лауреат фестивалю-конкурсу «Серпневий заспів» ім.Юрія Штельмаха;

## Керівники
- Левко Бойко (1959—1963)
- Ярослав Шманько (1963—1968)
- Степан Теслюк (1968—1995)
- Василь Опришко (1995—2000)
- Іван Кікис (від 2000).